# Caleb Calvert
Caleb Calvert (Wrightwood, 22 oktober 1996) is een Amerikaans betaald voetballer die bij voorkeur als aanvaller speelt. Nadat Chivas USA in 2014 werd ontbonden, sloot hij zich aan bij Colorado Rapids.

## Clubcarrière
Calvert tekende op 5 juli 2013 een Home Grown Player-contract bij Chivas USA. Met 16 jaar, 8 maanden en 13 dagen werd hij de jongste speler in de clubhistorie die een professioneel contract tekende.